# 푼트 계열

수소 스펙트럼. 단위는 로그단위이며, Pf-α가 가장 길다(녹색).

푼트 계열(영어: Pfund series)은 수소 스펙트럼 중 세 번째로 파장이 짧은 적외선 계열을 말한다. 1924년 오거스트 헤르만 푼트가 발견하였다. 푼트 계열의 빛은 들뜬상태에서 E5 위치 에너지 준위로 전이될 때 방출된다.

## 방출 파장
| {\displaystyle n} | 6    | 7    | 8    | 9    | 10   | {\displaystyle \infty } |
| λ (nm)            | 7460 | 4650 | 3740 | 3300 | 3040 | 2280                    |